# Adrastea (nimfa)
Segons la mitologia grega, Adrastea (en grec antic: Ἀδράστεια) va ser una nimfa, filla de Melisseu, rei de Creta i germana d'Ida.
Rea va encarregar a Adrastea i a la seva germana Ida que criessin Zeus, acabat de néixer, i que era a una cova del mont Ida, d'amagat de Cronos. Tenia els curets com a assistents, que algunes fonts fan germans seus. Apol·loni Rodi explica que Adrastea va donar a Zeus un globus que representava la terra, i en algunes monedes de Creta es representa a Zeus amb un globus.
D'altra banda, Adrastea és també un sobrenom de Nèmesi.